# 加尔代纳博物馆
加尔代纳博物馆（拉定语：Museum Gherdëina；意大利语：Museo della Val Gardena）是意大利北部博尔扎诺-上阿迪杰自治省奥蒂塞伊的一座博物馆，创立于1960 年，设于Cësa di Ladins。该建筑是加尔代纳拉定联盟（Union di Ladins de Gherdëina） 的驻地，这个文化机构旨在保护加尔代纳山谷拉定语和遗产。该建筑内除了博物馆外，还设有关于拉定语言文化的专业图书馆。
加尔代纳博物馆的藏品使游客能够深入了解加尔代纳山谷的文化和自然。展区分布在两层楼，涵盖以下主题：过去三个世纪的木雕艺术、当地制作的古老木制玩具、当地艺术家的绘画收藏、考古、化石、矿物以及动植物。